# Connaught Place

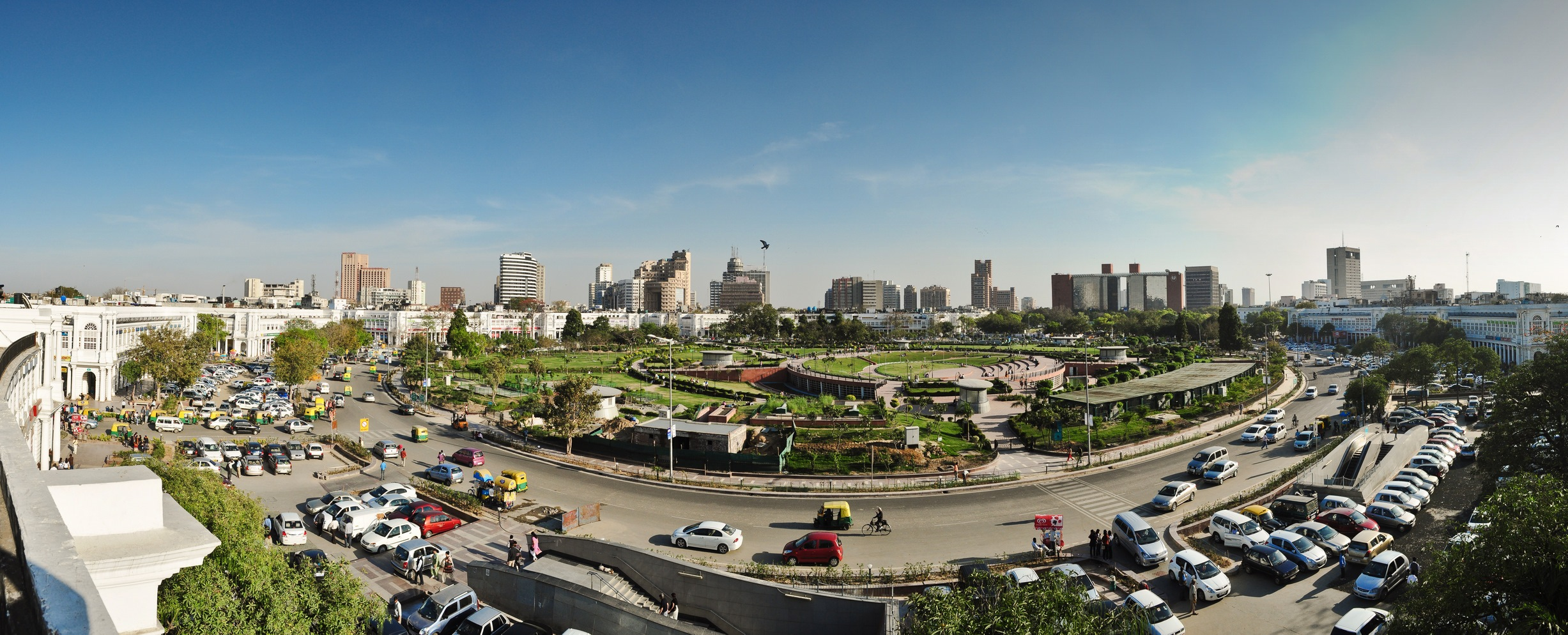
Panorámica de Connaught Place, en Nueva Delhi.

Connaught Place (en hindi  कनॉट प्लेस), a menudo abreviado como CP, es uno de los centros financieros, comerciales y de negocios más grande de Nueva Delhi, India. Alberga la sede de varias empresas indias, así como numerosos locales de marcas internacionales.
Durante la ocupación británica de la India, fue la principal área comercial de la ciudad. Se le dio este nombre después de que Arturo de Sajonia fuera designado Duque de Connaught y Strathearn.
El trabajo de construcción empezó en 1929 y se completó en 1933. Cuenta con una estación de metro construida debajo de la obra arquitectónica, su nombre es Rajiv Chowk (nombre que viene de Rajiv Gandhi). Está incluida en la lista de las estructuras que son patrimonio de la ciudad de Nueva Delhi.

## Películas
Connaught Place ha sido una ubicación de muchas secuencias de películas como Hazaaron Khwaishein Aisi (2003), 3 Idiots (2009), Aisha (2010), Delhi Belly (2011), Rockstar (2011), Ahista (2006), Agent Vinod (2012),
Vicky Donor (2012) y Peekay (2014) entre otras.

## Lugares relacionados
- Netaji Subhash Place
- Nehru Place
- Gurgaon
- Rajendra Place
- Shivaji Place

## Galería de fotos

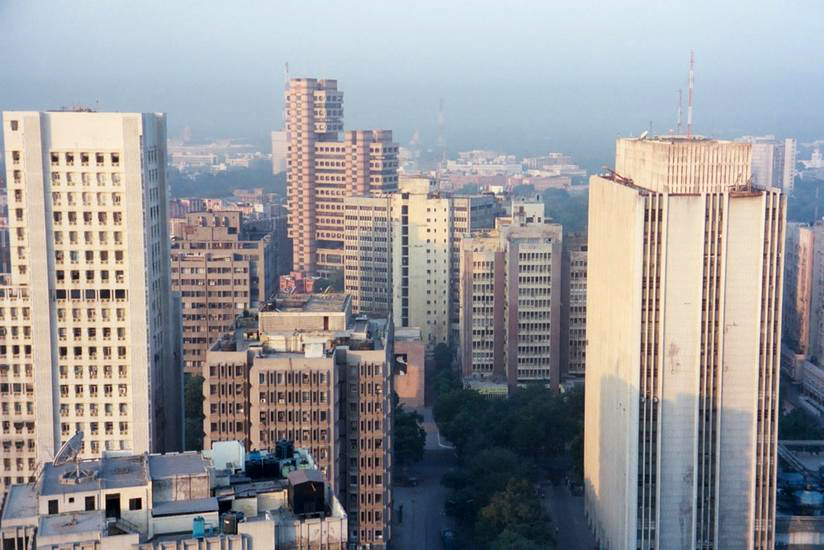
Rascacielos en Connaught Place
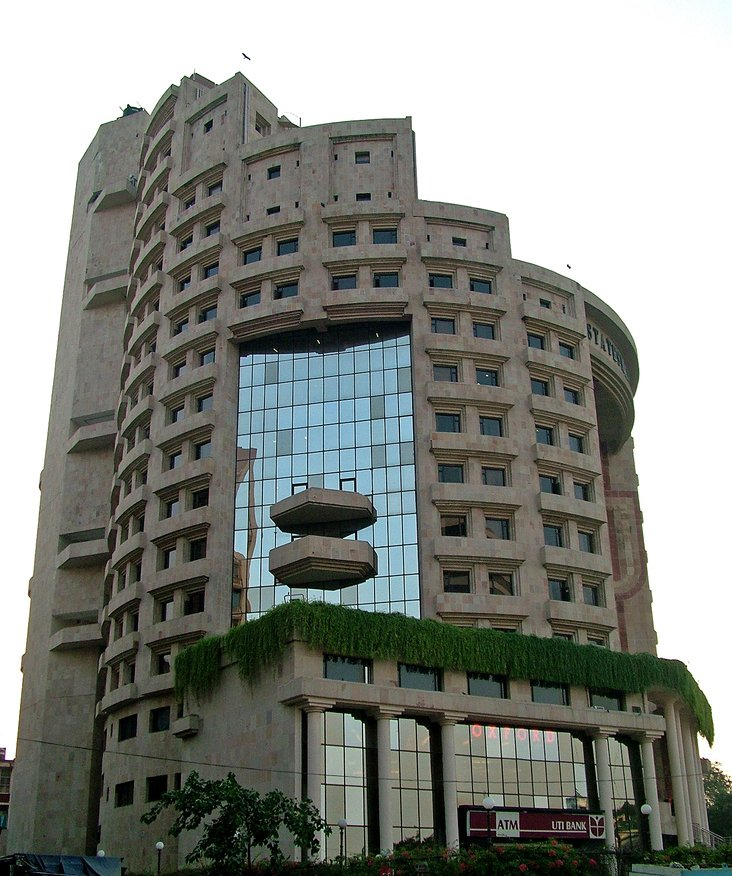
El edificio de Estadistas
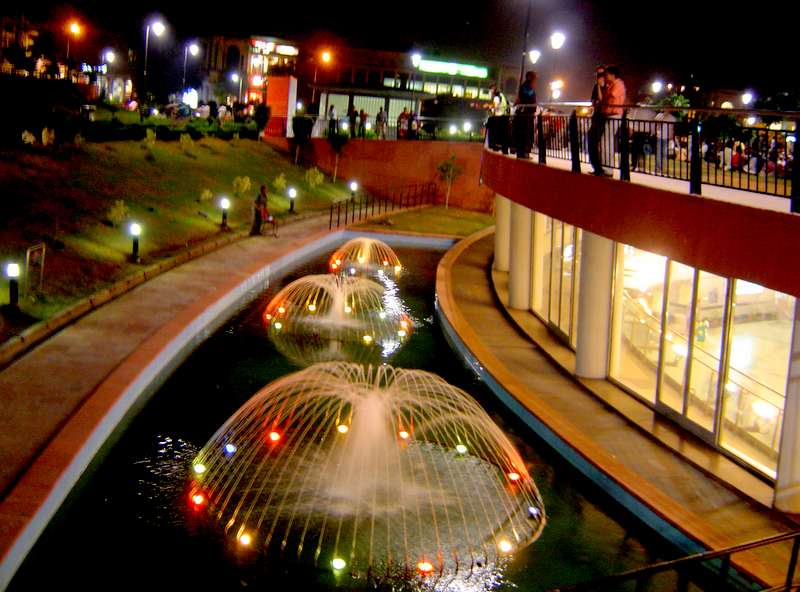
Parque central
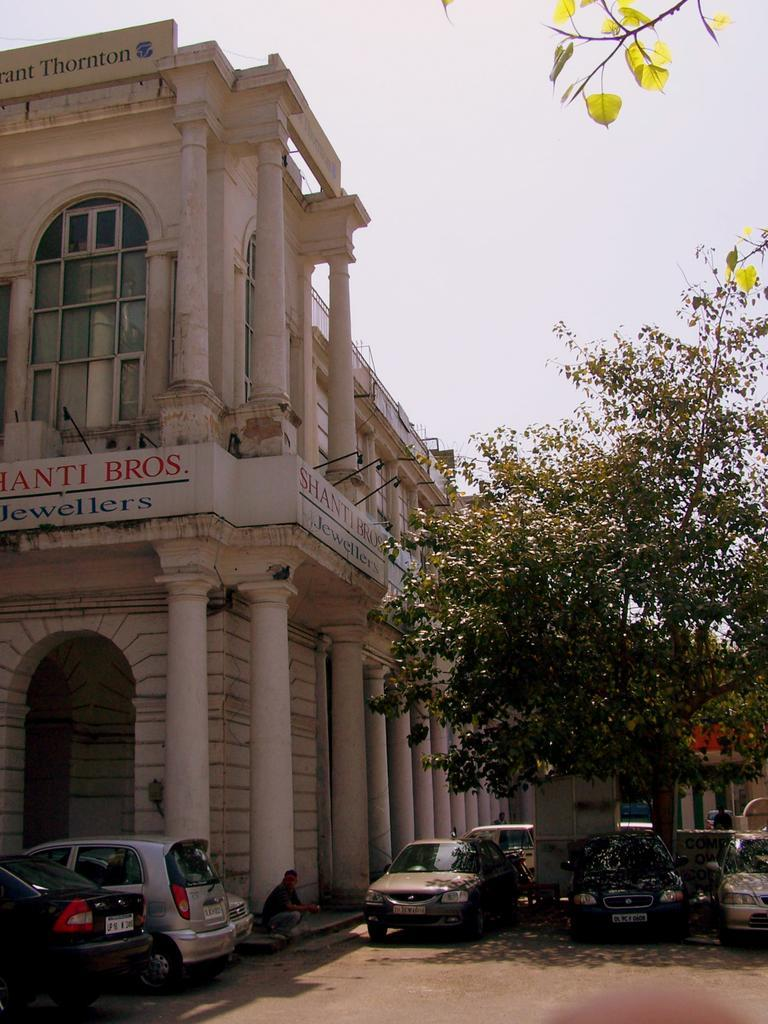
Edificio
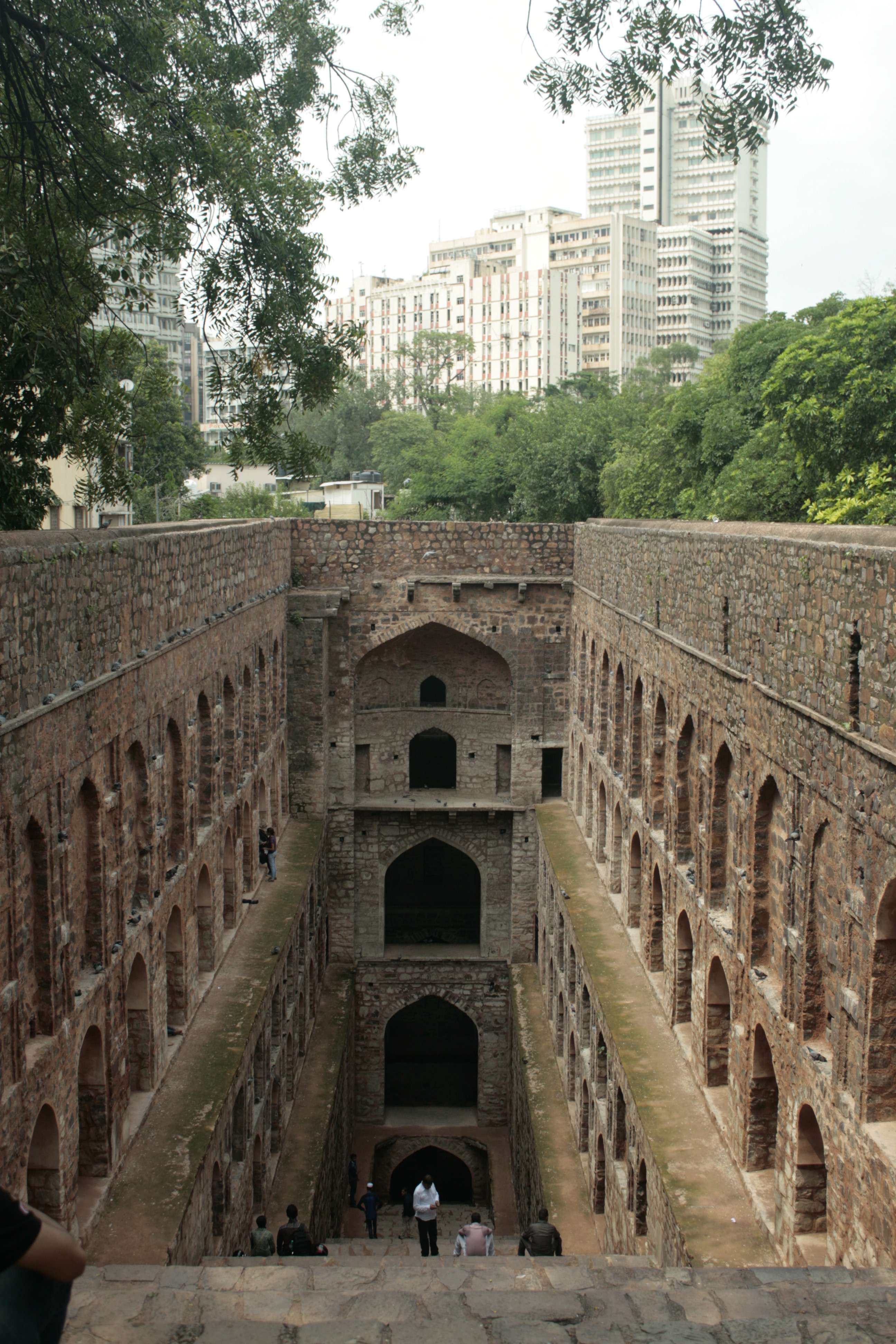
Agrasen Ki Baoli
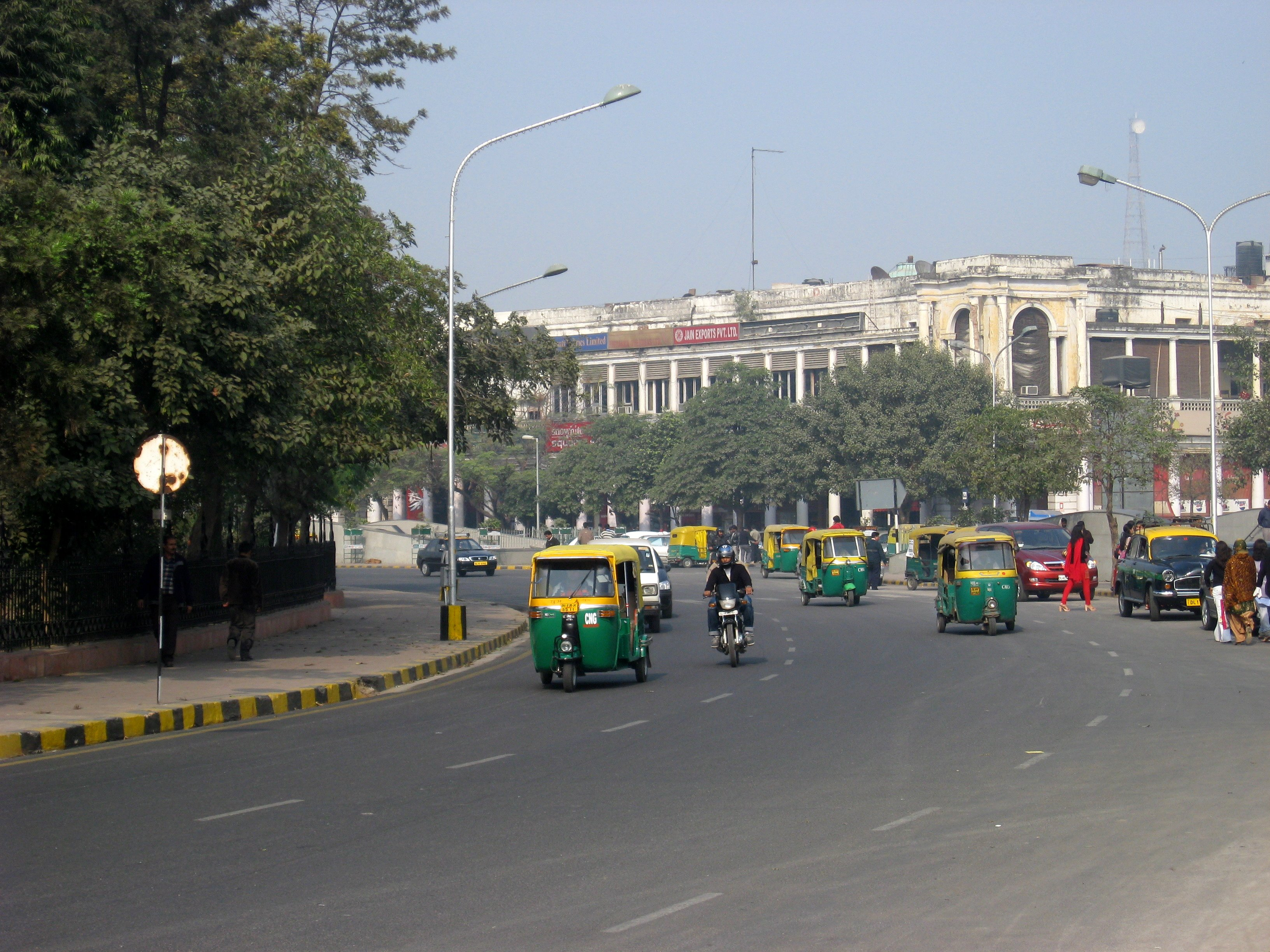
Círculo interior
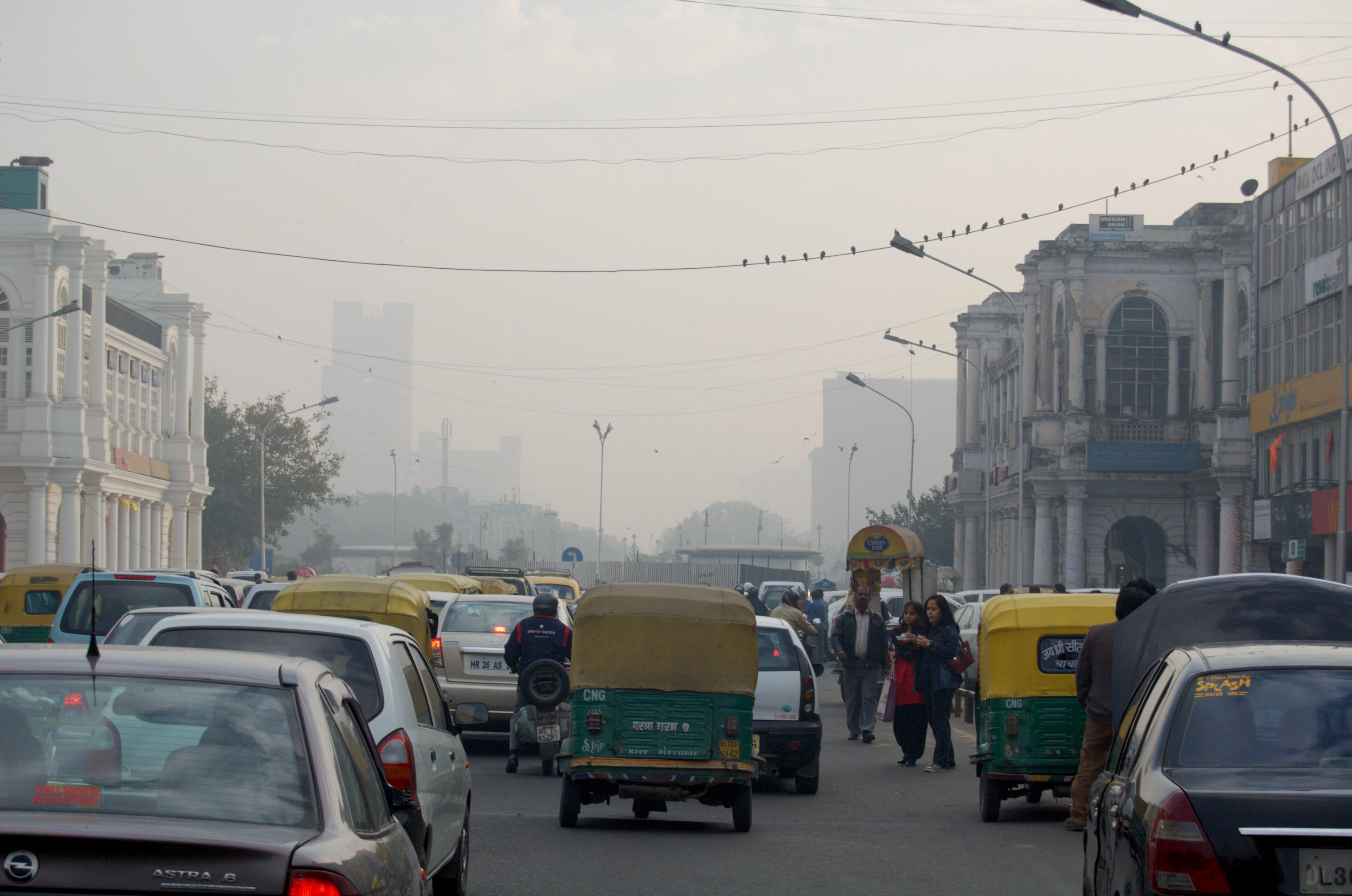
Tráfico
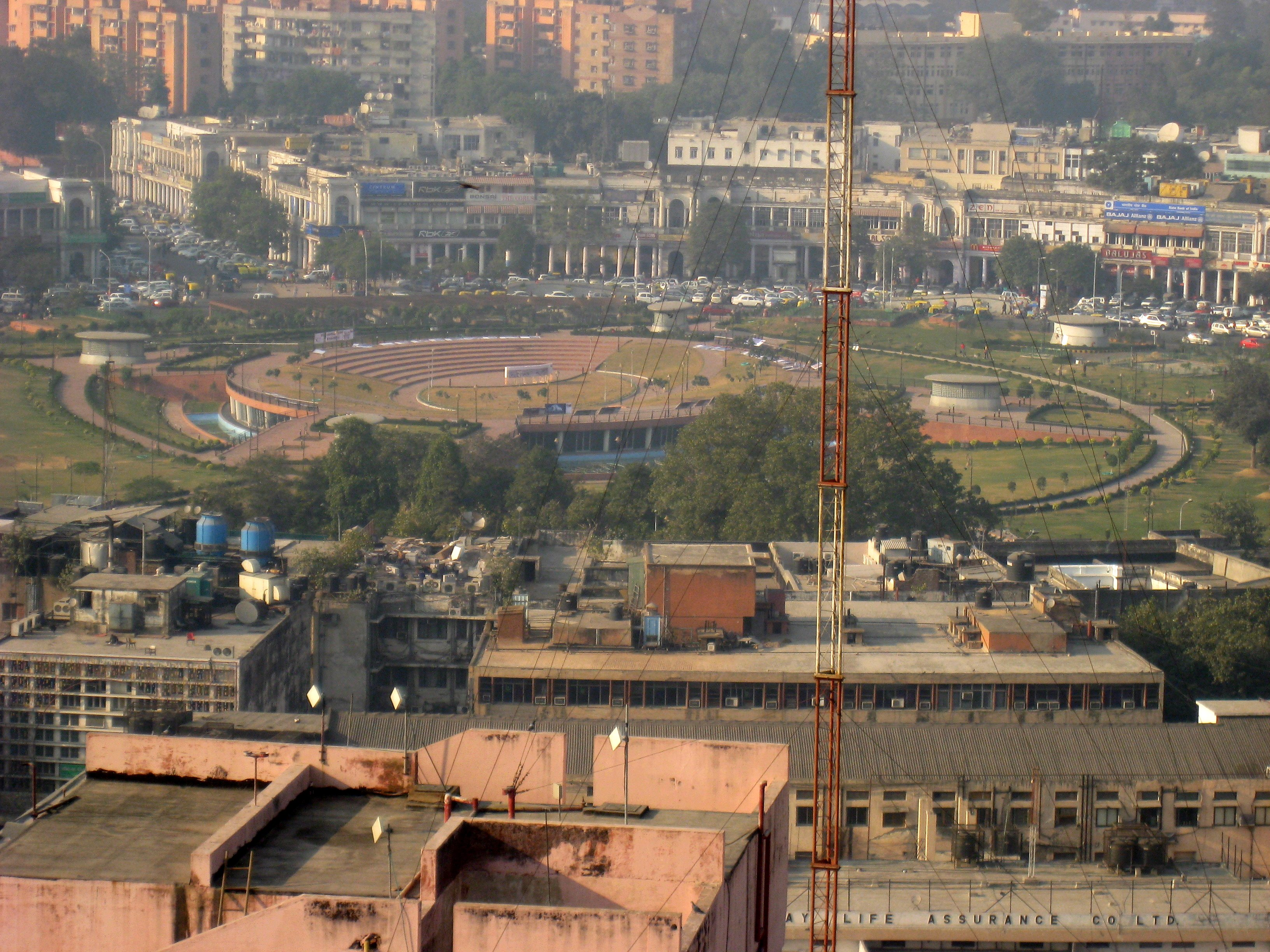
Vista de un restaurante
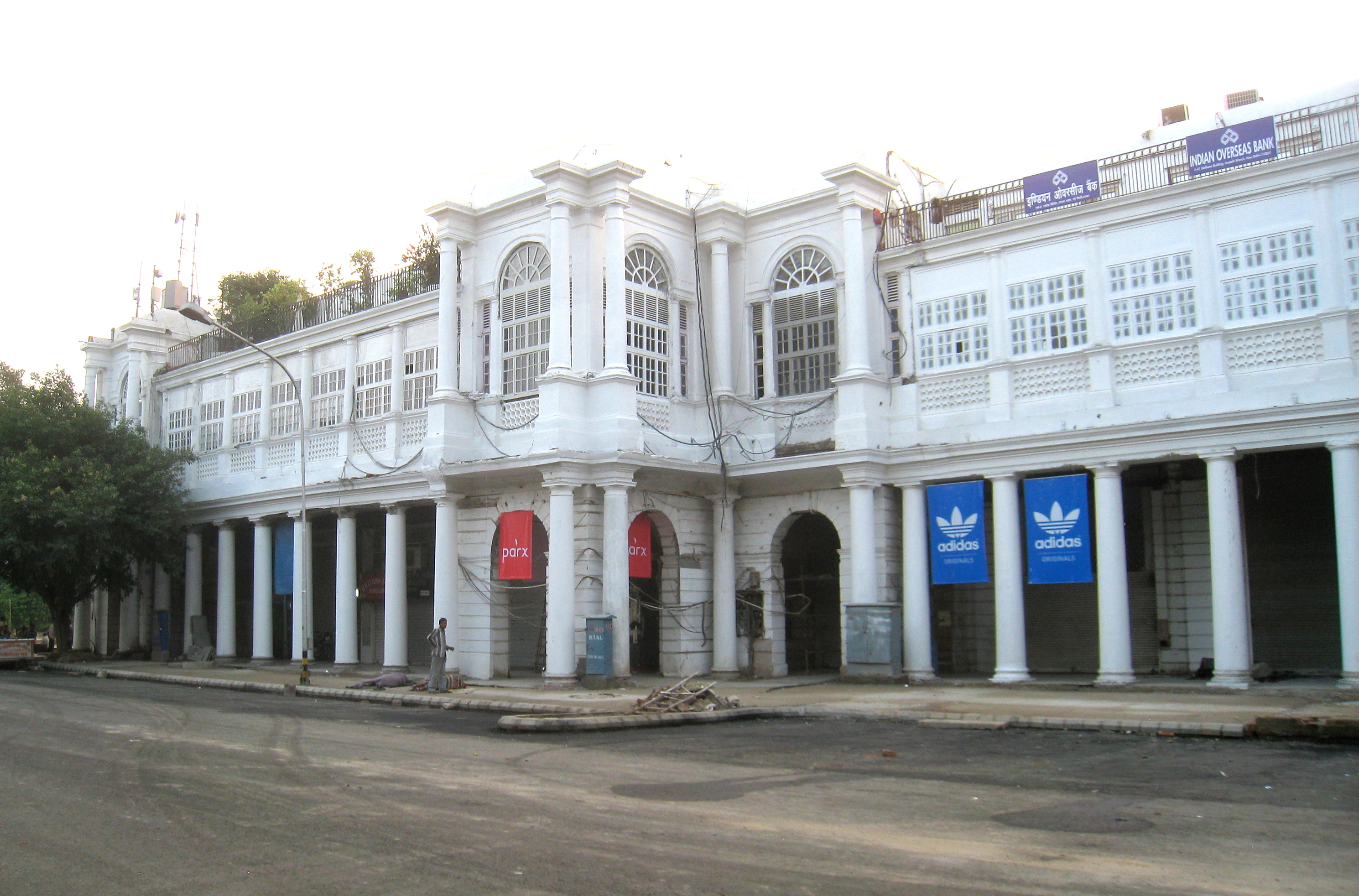
Área comercial